# Duomo di Ravello
Il duomo di Santa Maria Assunta e San Pantaleone è una chiesa di Ravello: è stata cattedrale della diocesi di Ravello dalla sua costruzione fino al 1818, anno di soppressione della diocesi; è altresì basilica minore dal 1918 e monumento nazionale dal 1941.
Nella cripta e in un locale nei pressi della navata destra è allestito è il Museo del Duomo.

## Storia
Con l'istituzione della diocesi di Ravello nel 1086, si avviò contestualmente la costruzione di una nuova cattedrale, voluta dal primo vescovo Orso Papice: riutilizzando materiali di risulta provenienti di templi ed edificio del circondario, la chiesa fu dedicata a Santa Maria Assunta; si presentava in stile romanico, con influssi moreschi, e aveva un'architettura simile all'abbazia di Montecassino. Nel 1094 si arricchì dell'ambone dell'Epistola, commissionato da Costantino Rogadeo, nel 1179 furono installate le porte in bronzo, nel 1272 fu la volta dell'ambone del Vangelo, voluto da Nicola Rufolo, e nel 1279 fu realizzato il ciborio, commissionato da Matteo Rufolo a Matteo da Narni.

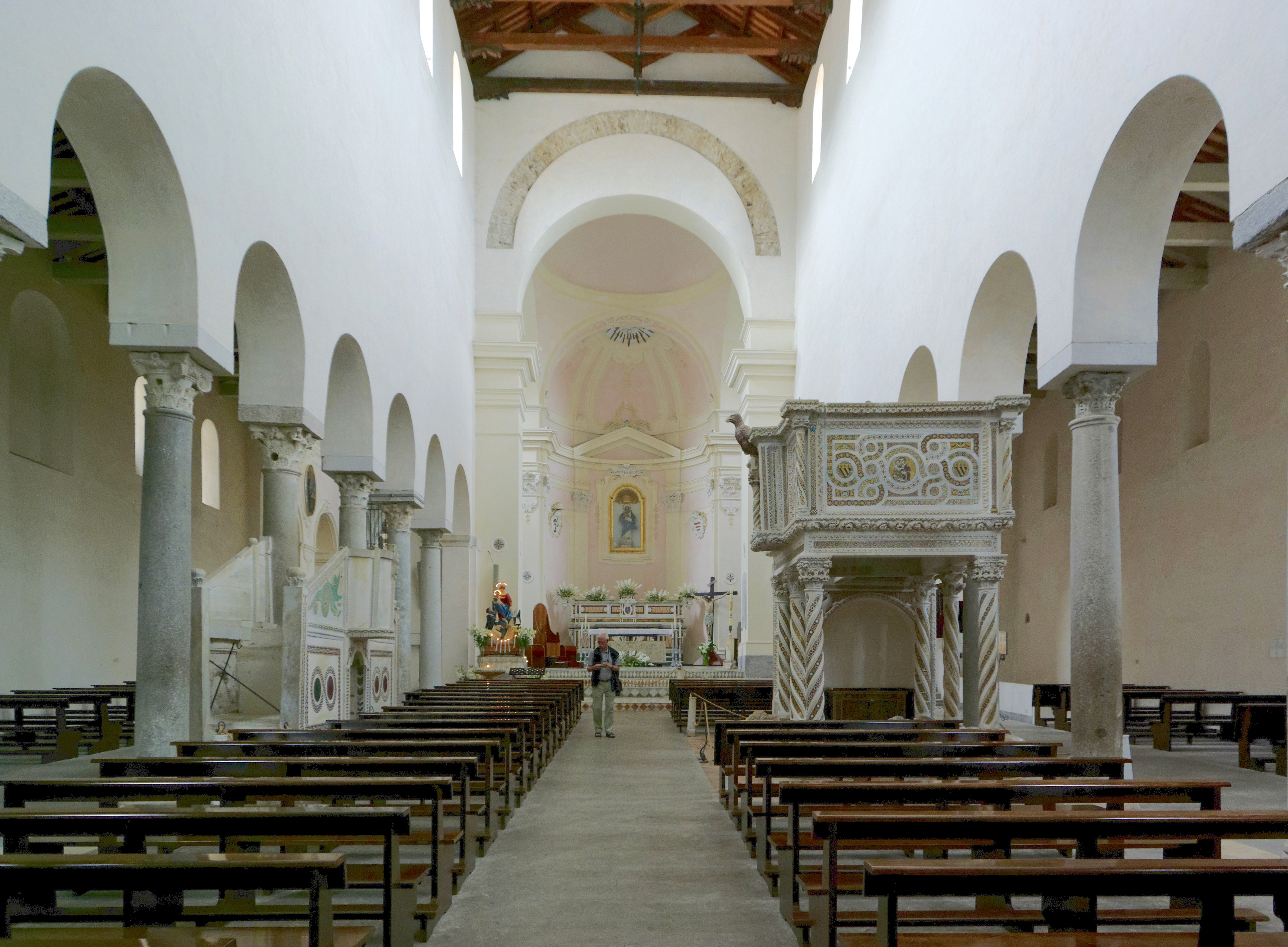
Interno

Tra il XII e il XIII secolo venne innalzato il campanile, in stile moresco, mentre tra il XIII e il XVII si procedette alla costruzione di numerose cappelle gentilizie sia nelle navate che nell'atrio, nella cripta e nelle absidi. Tra il XVII e il XVIII secolo si procedette alla realizzazione della sacrestia sugli spazi occupati dall'antica curia. Già nel 1617 maturò nel vescovo Michele Bonsio l'idea di costruire una cappella dedicata al patrono di Ravello, san Pantaleone. Il pretesto per l'inizio dei lavori fu un ex voto a memoria del terremoto verificatosi a seguito dell'eruzione del Vesuvio del 1631; questi vennero avviati il 9 dicembre 1632 per concludersi nel giugno 1633: la traslazione dell'ampolla contenente il sangue di san Pantaleone avverrà però solamente il 16 maggio 1661. Negli ultimi decenni del XVII secolo, durante l'episcopato di Giuseppe Saggese, venne restaurato il transetto e rifatta la cupola, abbassandone l'altezza.
Il secolo successivo si aprì con la sostituzione delle capriate nel 1707 e l'istallazione dell'organo nel 1708: questo venne posto in un primo momento tra un pilastro della navata centrale e l'arco trionfale per poi essere successivamente spostato nella cantoria della controfacciata. Tuttavia gli interventi principali si ebbero a partire dal 1750 quando, grazie ai lavori finanziati da Carlo di Borbone con la vendita di due colonne in verde antico, la chiesa, che versava in condizioni di degrado, venne totalmente restaurata, assumendo un aspetto in stile barocco, che portarono tra l'altro alla soppressione delle capriate nella navata centrale in favore di un soffitto a volta a botte, le colonne che dividevano le navate furono in parte inglobate nei nuovi pilastri e esternamente furono costruiti dei contrafforti; allo stesso tempo fu ristrutturata la cappella di San Pantaleone, fu ampliata la sacrestia e aperto un nuovo accesso laterale. Dopo una consulta tra il vescovo e il capitolo, nel 1773 il ciborio fu smontato per essere sottoposto a un restauro: questo però non verrà mai riassemblato e i vari pezzi riutilizzati sia per la costruzione dei gradini sia per decorare la fontana posta nella piazza antistante il duomo; nel 1974 alcuni pezzi furono trafugati e i superstiti, come la raffigurazione dell'Agnus Dei, vennero successivamente trasferiti nel Museo del Duomo. Nel 1786, il portico esterno, forse costituito da tre cupole, venne abbattuto per le precarie condizioni: al suo posto fu realizzata la scala centrale che andò a sostituire le due laterali che permettevano l'accesso alla chiesa; il secolo si concluse con l'istallazione di un orologio sul campanile, rimosso nella metà nel XIX secolo. Nel 1818, con la soppressione della diocesi di Ravello, accorpata a quella di Amalfi, la chiesa perse il titolo di cattedrale.
Nel 1901 avvenne la restaurazione del campanile e la posa dei pavimenti in marmi banchi e grigi nelle navate; nel 1919 venne innalzata a basilica minore, nel 1920 fu costruita la canonica, nel 1931 fu restaurata la facciata, che assunse il suo aspetto definitivo, e allargata la gradinata esterna e il 3 gennaio 1941 venne dichiarata monumento nazionale. I restauri del 1973 riportarono la chiesa al primitivo stile romanico: furono quindi ripristinate le capriate nella navata centrale, riscoperte le colonne, cambiato il pavimento delle navate, aperte le monofore precedentemente tamponate, soppresse numerose cappelle e fu rimosso l'organo, che nel frattempo era stato rimesso nella sua posizione originale, per essere trasferito nella chiesa di San Giovanni del Toro; nel 1983 nella cripta e in un ambiente adiacente alla navata destra venne realizzato il Museo del Duomo. I lavori di restauro si conclusero nel 1996. Nel 2010 il nuovo organo venne istallato nella cantoria.

## Descrizione
La chiesa si affaccia sulla piazza principale di Ravello: una scala consente l'accesso al sagrato rettangolare, un tempo occupato dall'atrio coperto, poi rimosso, protetto lateralmente da parapetti. La facciata, interamente intonacata in bianco, è in stile romanico, con parte centrale più alta rispetto alle due laterali, e ospita tre portali d'ingresso, con stipiti e architravi ricavati da materiali di epoca romana: il portale centrale, realizzato nel 1179 da Barisano da Trani, è in bronzo, costruito da 54 formelle su cui sono scolpiti santi, storie della passione e due mascheroni; è racchiuso in un arco pieno ed è sormontato da due bifore mentre i due portali laterali sono sormontati da due finestre polilobate. I portali sono racchiusi in quattro lesene che sorreggono un cornicione, retaggio dell'antico portico. La facciata termina a timpano.

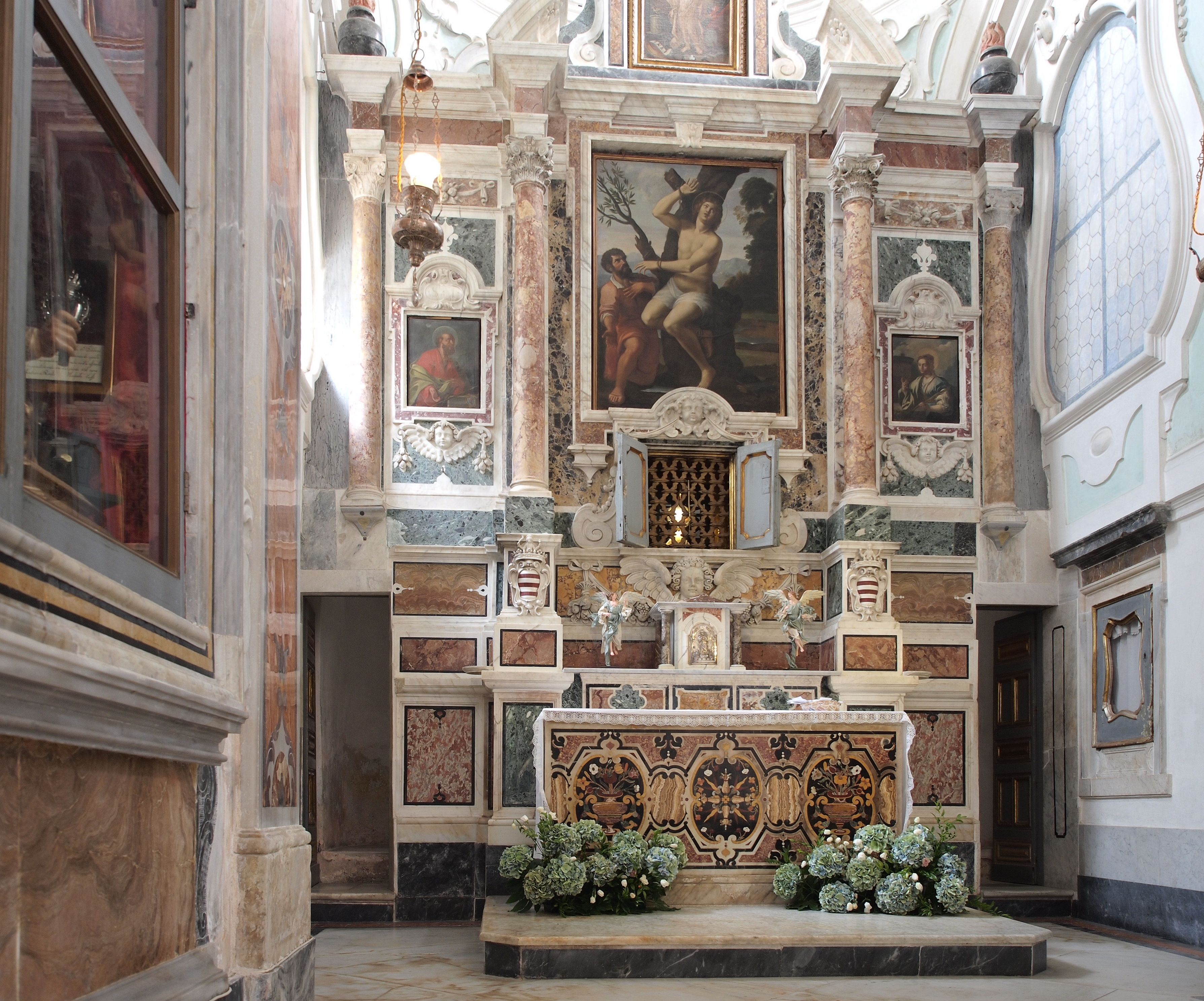
Cappella di San Pantaleone

Internamente la chiesa si presenta a croce latina, divisa in tre navate, una centrale e due laterali, divise da colonne di risulta: queste ultime sono dotate di una cappella su ogni lato. Nella controfacciata sono posti i tri ingressi, ognuno protetto da un atrio in legno: sul portale maggiore è la cantoria con organo realizzato dalla ditta Ponziano Bevilacqua; nella parte destra nella controfacciata, in basso, si notano resti di affreschi di cui la chiesa doveva essere originariamente decorata nella sua interezza. Nella navata centrale, sorretta da capriate in legno, sono posti, nella parte centrale, due amboni, quello detto dell'Epistola, risalente al 1130 circa, e quello del Vangelo, realizzato nel 1272 da Nicola di Bartolomeo da Foggia. Le due navate laterali invece hanno capriate in cemento armato: nella navata di sinistra è la cappella della Beata Vergine del Santo Rosario, la quale fino al 1585 era dedicata a san Lorenzo, e custodisce una tela della Madonna del Rosario di Rachele Luciano. Nella navata di destra è invece la cappella di San Trifone, edificata nel 1793 su richiesta del capitolo: il quadro raffigura San Trifone con San Respicio e Santa Ninfa ed era posto originariamente nella chiesa di San Trifone.
Una breve rampa di scale divide la navata dal transetto, il quale termina con tre absidi: al centro del transetto è posto il presbiterio, sormontato da una cupola, mentre l'altare maggiore è sormontato da una nicchia nella quale è posta una statua dell'Assunta. 
Nell'abside di sinistra è la cappella di San Pantaleone, che conserva lo stile barocco: protetta da una balaustra e una cancellata in ferro è costituita da un ambiente con volta a botte affrescata con storie della vita e del martirio del santo, realizzati di Girolamo Imperiali, e una cupola decorata con elementi vegetali e cartigli. Sul fondo dell'abside è un altare realizzato in marmo, alabastro e madreperla e un dossale, in marmo bianco, con quattro colonne, sormontate da una trabeazione che reggono un frontone spezzato: al centro del dossale è la tela, sempre di Girolamo Imperiali, Martirio di San Pantaleone, realizzata nel 1638; sulla sinistra è la tela di San Tommaso, sulla destra Santa Barbara e in alto Bambino Gesù tra i simboli della passione di Cristo, realizzate tutte nel XVIII secolo. Alle basi delle colonne si osservano due stemmi della città, posti nel 1643, decorati da un mezzo busto del santo con l'ampolla e la palma del martirio. Al di sotto della tela principale, in una teca protetta da diverse grate in ferro, è l'ampolla con il sangue di san Pantaleone, il quale si liquefà ogni 27 luglio, giorno del martirio.

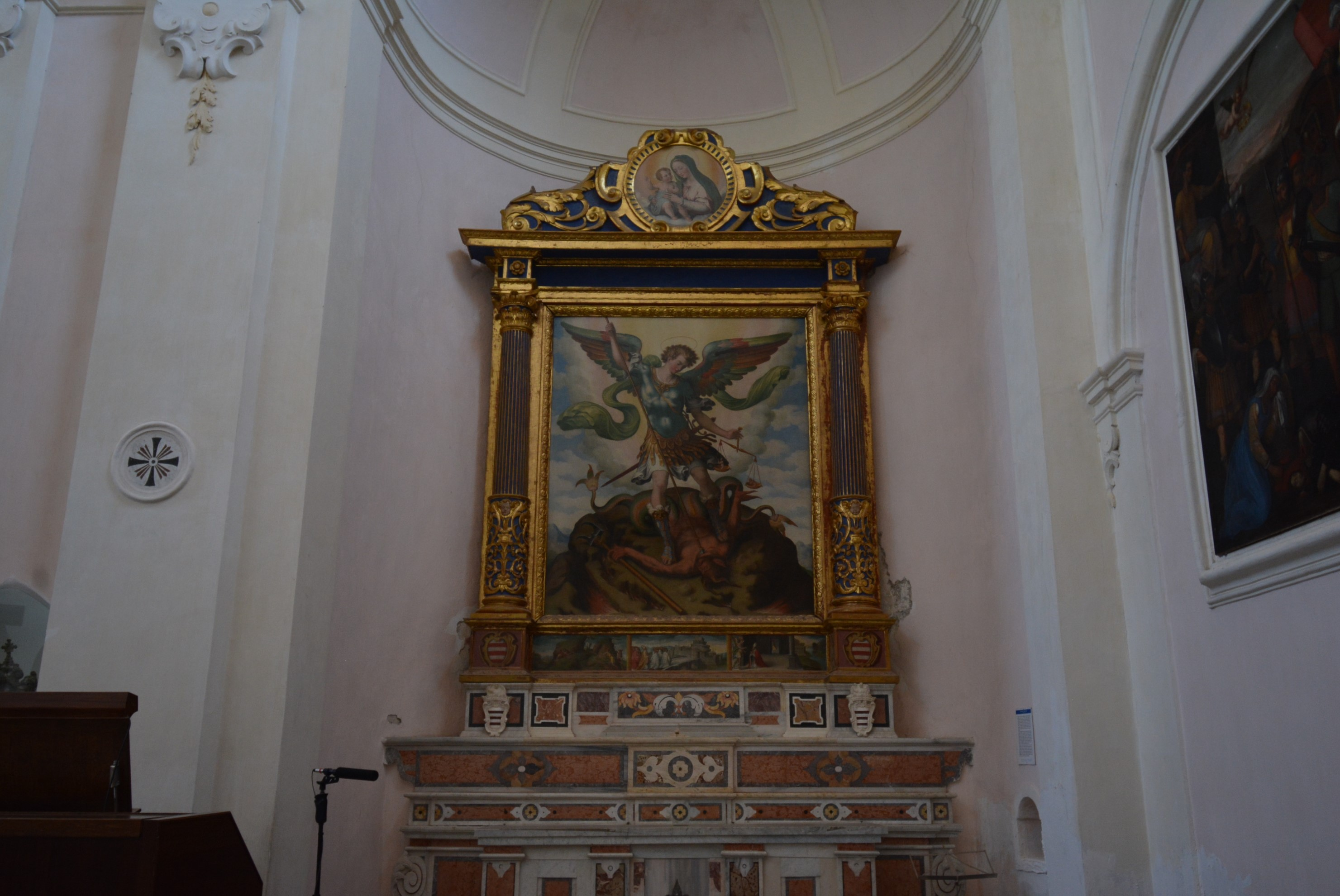
Cappella di San Michele

Nell'abside di destra è la cappella di San Michele, originariamente dedicata alla Beata Vergine Assunta: il dossale in legno è caratterizzato da una predella dove sono raffigurate tre storie del culto di san Michele, ossia il Toro che si ferma nel luogo dove sarebbe stato edificato il santuario sul Gargano, l'Apparizione dell'arcangelo sulla mole Adriana e Apparizione dell'arcangelo a Tombelaine dove sorgerà un'abbazia, due colonne laterali che sorreggono un architrave e un clipeo della Vergine con il Bambino. Al centro del dossale la tela San Michele Arcangelo di Giovanni Angelo D'Amato, spostata all'interno della cattedrale nel 1658 a causa delle cattive condizioni della chiesa di Santa Maria dell'Ospedale dove era originariamente custodita. L'altare sottostante è in marmi policromi con intarsi di madreperla e intarsi di pietra.
L'ex sacrestia, rinominata cappella delle Icone Orientali, è una successione di tre ambienti coperti da una volta a schifo: è così denominata in quanto contiene icone dedicate a san Pantaleone. L'accesso alla cripta avviene con due scalinate dalle navate laterali: l'ambiente, utilizzato come museo, ha colonnato in granito e volta a crociera.
Esternamente, in prossimità del lato destro del transetto, si innalza il campanile, in stile moresco: è su tre livelli, di cui il primo senza aperture mentre gli altri due livelli hanno bifore decorate nel perimetro da inserti in marmo bianco e cotto; la parte sommitale è ad archi ciechi intrecciati realizzati con mattoni di tufo che scaricano su colonne di marmo bianco.